# Liga Colombiana de Baloncesto 2024-I
La Liga Profesional de Baloncesto 2024-I (conocida como Liga BetPlay de Baloncesto 2024-I por motivos de patrocinio) fue el primer torneo de la temporada 2024 de la Liga Profesional de Baloncesto de Colombia, máxima categoría de este deporte en el país, la cual inició el 27 de abril y terminó el 24 de julio. Es organizado por la División Profesional de Baloncesto (DPB), entidad dependiente de la Federación Colombiana de Baloncesto.
Titanes de Barranquilla se coronó campeón por novena ocasión, convirtiéndose en el equipo con más títulos obtenidos en la competición.

## Sistema de juego
El torneo cuenta con cuatro fases:
- Primera fase: Los 8 clubes disputaran 28 partidos, entre sí en formato todos contra todos se clasificarán los primeros seis equipos los dos primeros a la fase semifinal y los cuatro últimos a la fase Play-In en la tabla regular de la temporada

- Segunda fase o Play-In: Los equipos que termine en las posiciones 3° al 6° en la tabla regular de la temporada, se enfrentarán en dos a tres series para definir los dos primeros equipos para clasificar en la semifinal.

- Tercera fase o Semifinal: Los 4 mejores clubes los dos primeros en la temporada regular y dos últimos ganadores del Play-In, se enfrentarán en tres a cinco series a ganando el mejor de tres, los dos ganadores se clasifican para la final.

- Final: Los dos ganadores de la fase anterior se enfrentan para definir al campeón en serie ganando el mejor de cinco a siete juegos el ganador será campeón de la temporada regular.

## Novedades
En esta temporada se reducirán de 12 equipos a 8 equipos por falta de pagos de los clubes a jugadores y cuerpo directivo. En esta temporada se ausentarán: Cafeteros de Armenia y Tigrillos de Medellín. 
Los equipos que cambiaron los nombres para disputar la temporada: Caribbean Storm Llaneros y Toros del Valle

## Datos de los clubes
| Equipo                   | Ciudad              | Departamento       | Pabellón                    | Aforo |
| ------------------------ | ------------------- | ------------------ | --------------------------- | ----- |
| Búcaros de Santander     | Bucaramanga         | Santander          | Coliseo Vicente Díaz Romero | 5000  |
| Caribbean Storm Llaneros | Villavicencio       | Meta               | Coliseo Álvaro Mesa Amaya   | 7000  |
| Cimarrones del Chocó     | Quibdó              | Chocó              | Coliseo La Caldera          | 3000  |
| Corsarios de Cartagena   | Cartagena de Indias | Bolívar            | Coliseo Bernardo Caraballo  | 2500  |
| Motilones del Norte      | Cúcuta              | Norte de Santander | Coliseo Toto Hernández      | 5000  |
| Piratas de Bogotá        | Bogotá              | Bogotá, D. C.      | Coliseo El Salitre          | 7000  |
| Titanes de Barranquilla  | Barranquilla        | Atlántico          | Coliseo Elías Chegwin       | 3000  |
| Toros del Valle          | Cali                | Valle del Cauca    | Coliseo Evangelista Mora    | 3500  |

## Primera fase
Disputada del 28 de abril al 3 de julio, los equipos se enfrentan en todos contra todos ida y vuelta, dos partidos por encuentro, para  definir los dos primeros clasificados a semifinales, del tercero al sexto clasificados a Play-In. En caso de empates la ventaja en la posición la tendrá el equipo que haya ganado más partidos frente al otro equipo en sus enfrentamientos entre sí.

### Posiciones
Clasificados a Semifinales
     Clasificados a Play-In
     Eliminados
| Pos | Equipos                  | PTS | PG | PP | PJ | PTFA | PTCO | DIF  |
| --- | ------------------------ | --- | -- | -- | -- | ---- | ---- | ---- |
| 1.  | Caribbean Storm Llaneros | 49  | 21 | 7  | 28 | 2386 | 2151 | 235  |
| 2.  | Titanes de Barranquilla  | 48  | 20 | 8  | 28 | 2237 | 2059 | 178  |
| 3.  | Motilones del Norte      | 48  | 20 | 8  | 28 | 2329 | 2167 | 162  |
| 4.  | Búcaros de Bucaramanga   | 45  | 17 | 11 | 28 | 2331 | 2305 | 26   |
| 5.  | Toros del Valle          | 40  | 12 | 16 | 28 | 2392 | 2473 | -81  |
| 6.  | Piratas de Bogotá        | 36  | 8  | 20 | 28 | 2245 | 2433 | -188 |
| 7.  | Corsarios de Cartagena   | 35  | 7  | 21 | 28 | 2123 | 2307 | -184 |
| 8.  | Cimarrones del Chocó     | 35  | 7  | 21 | 28 | 2162 | 2310 | −148 |

## Fase final
|  | Play-In   | Play-In   |           |         | Semifinales | Semifinales |  |       | Final | Final |  |
|  |           |           |           |         |             |             |  |       |       |       |  |
|  |           |           |           |         |             |             |  |       |       |       |  |
|  |           |           |           |         |             |             |  |       |       |       |  |
|  |           |           |           |         |             |             |  |       |       |       |  |
|  |           |           |           |         |             |             |  |       |       |       |  |
|  |           | Caribbean | 2         |         |             |             |  |       |       |       |  |
|  |           |           | 2         |         |             |             |  |       |       |       |  |
|  |           |           | Toros     | 3       |             |             |  |       |       |       |  |
|  | Búcaros   | 1         | Toros     | 3       |             |             |  |       |       |       |  |
|  | Búcaros   | 1         |           |         |             |             |  |       |       |       |  |
|  | Toros     | 2         |           |         |             |             |  |       |       |       |  |
|  | Toros     | 2         |           |         |             |             |  | Toros | 1     |       |  |
|  |           |           |           |         |             |             |  | Toros | 1     |       |  |
|  |           |           | Titanes   | 3       |             |             |  |       |       |       |  |
|  | Motilones | 2         | Titanes   | 3       |             |             |  |       |       |       |  |
|  | Motilones | 2         |           |         |             |             |  |       |       |       |  |
|  | Piratas   | 0         |           |         |             |             |  |       |       |       |  |
|  | Piratas   | 0         |           | Titanes | 3           |             |  |       |       |       |  |
|  |           |           |           | Titanes | 3           |             |  |       |       |       |  |
|  |           |           | Motilones | 2       |             |             |  |       |       |       |  |
|  |           |           | Motilones | 2       |             |             |  |       |       |       |  |
|  |           |           |           |         |             |             |  |       |       |       |  |
|  |           |           |           |         |             |             |  |       |       |       |  |
|  |           |           |           |         |             |             |  |       |       |       |  |
|  |           |           |           |         |             |             |  |       |       |       |  |

### Play-In
Se disputaron el 5 al 8 de julio los equipos qué terminaron las posiciones del tercero al sexto de la tabla regular, se enfrentaron entre sí para obtener los cupos a las semifinales en dos llaves definidas por equipo. 

#### Motilones-Piratas
| Jornada 1 | Jornada 1 | Jornada 1 | Jornada 1          | Jornada 1  | Jornada 1 | Jornada 1          |
| Local     | Resultado | Visitante | Coliseo            | Fecha      | Hora      | Transmisión        |
| --------- | --------- | --------- | ------------------ | ---------- | --------- | ------------------ |
| Piratas   | 87:109    | Motilones | Coliseo El Salitre | 5 de julio | 19:00     | Win Sports, DPB TV |

| Jornada 2 | Jornada 2 | Jornada 2 | Jornada 2              | Jornada 2  | Jornada 2 | Jornada 2          |
| Local     | Resultado | Visitante | Coliseo                | Fecha      | Hora      | Transmisión        |
| --------- | --------- | --------- | ---------------------- | ---------- | --------- | ------------------ |
| Motilones | 88:76     | Piratas   | Coliseo Toto Hernández | 7 de julio | 19:35     | Win Sports, DPB TV |

#### Búcaros-Toros
| Jornada 1 | Jornada 1 | Jornada 1 | Jornada 1                | Jornada 1  | Jornada 1 | Jornada 1          |
| Local     | Resultado | Visitante | Coliseo                  | Fecha      | Hora      | Transmisión        |
| --------- | --------- | --------- | ------------------------ | ---------- | --------- | ------------------ |
| Toros     | 87:72     | Búcaros   | Coliseo Envagelista Mora | 5 de julio | 17:30     | Win Sports, DPB TV |

| Jornada 2 | Jornada 2 | Jornada 2 | Jornada 2                   | Jornada 2  | Jornada 2 | Jornada 2          |
| Local     | Resultado | Visitante | Coliseo                     | Fecha      | Hora      | Transmisión        |
| --------- | --------- | --------- | --------------------------- | ---------- | --------- | ------------------ |
| Búcaros   | 84:78     | Toros     | Coliseo Vicente Díaz Romero | 7 de julio | 19:30     | Win Sports, DPB TV |

| Jornada 3 | Jornada 3 | Jornada 3 | Jornada 3                   | Jornada 3  | Jornada 3 | Jornada 3          |
| Local     | Resultado | Visitante | Coliseo                     | Fecha      | Hora      | Transmisión        |
| --------- | --------- | --------- | --------------------------- | ---------- | --------- | ------------------ |
| Búcaros   | 79:83     | Toros     | Coliseo Vicente Díaz Romero | 8 de julio | 21:15     | Win Sports, DPB TV |

### Semifinales
Se disputaron el 11 al 17 de julio los dos primeros equipos que terminaron en la tabla regular de la temporada, con los dos ganadores del Play-In. Se enfrentarán en tres a cinco juegos para definir a los dos finalistas del torneo regular. 

#### Caribbean-Toros
| Jornada 1 | Jornada 1 | Jornada 1 | Jornada 1                 | Jornada 1   | Jornada 1 | Jornada 1          |
| Local     | Resultado | Visitante | Coliseo                   | Fecha       | Hora      | Transmisión        |
| --------- | --------- | --------- | ------------------------- | ----------- | --------- | ------------------ |
| Toros     | 88:87     | Caribbean | Coliseo Envangelista Mora | 11 de julio | 18:05     | Win Sports, DPB TV |

| Jornada 2 | Jornada 2 | Jornada 2 | Jornada 2                 | Jornada 2   | Jornada 2 | Jornada 2          |
| Local     | Resultado | Visitante | Coliseo                   | Fecha       | Hora      | Transmisión        |
| --------- | --------- | --------- | ------------------------- | ----------- | --------- | ------------------ |
| Toros     | 99:84     | Caribbean | Coliseo Envangelista Mora | 12 de julio | 21:15     | Win Sports, DPB TV |

| Jornada 3 | Jornada 3 | Jornada 3 | Jornada 3                 | Jornada 3   | Jornada 3 | Jornada 3          |
| Local     | Resultado | Visitante | Coliseo                   | Fecha       | Hora      | Transmisión        |
| --------- | --------- | --------- | ------------------------- | ----------- | --------- | ------------------ |
| Caribbean | 102:89    | Toros     | Coliseo Álvaro Mesa Amaya | 15 de julio | 18:30     | Win Sports, DPB TV |

| Jornada 4 | Jornada 4 | Jornada 4 | Jornada 4                 | Jornada 4   | Jornada 4 | Jornada 4          |
| Local     | Resultado | Visitante | Coliseo                   | Fecha       | Hora      | Transmisión        |
| --------- | --------- | --------- | ------------------------- | ----------- | --------- | ------------------ |
| Caribbean | 86:73     | Toros     | Coliseo Álvaro Mesa Amaya | 16 de julio | 19:05     | Win Sports, DPB TV |

| Jornada 5 | Jornada 5 | Jornada 5 | Jornada 5                 | Jornada 5   | Jornada 5 | Jornada 5          |
| Local     | Resultado | Visitante | Coliseo                   | Fecha       | Hora      | Transmisión        |
| --------- | --------- | --------- | ------------------------- | ----------- | --------- | ------------------ |
| Caribbean | 72:80     | Toros     | Coliseo Álvaro Mesa Amaya | 17 de julio | 18:05     | Win Sports, DPB TV |

#### Titanes-Motilones
| Jornada 1 | Jornada 1 | Jornada 1 | Jornada 1              | Jornada 1   | Jornada 1 | Jornada 1          |
| Local     | Resultado | Visitante | Coliseo                | Fecha       | Hora      | Transmisión        |
| --------- | --------- | --------- | ---------------------- | ----------- | --------- | ------------------ |
| Motilones | 98:76     | Titanes   | Coliseo Toto Hernández | 11 de julio | 21:15     | Win Sports, DPB TV |

| Jornada 2 | Jornada 2 | Jornada 2 | Jornada 2              | Jornada 2   | Jornada 2 | Jornada 2          |
| Local     | Resultado | Visitante | Coliseo                | Fecha       | Hora      | Transmisión        |
| --------- | --------- | --------- | ---------------------- | ----------- | --------- | ------------------ |
| Motilones | 74:85     | Titanes   | Coliseo Toto Hernández | 12 de julio | 18:15     | Win Sports, DPB TV |

| Jornada 3 | Jornada 3 | Jornada 3 | Jornada 3             | Jornada 3   | Jornada 3 | Jornada 3          |
| Local     | Resultado | Visitante | Coliseo               | Fecha       | Hora      | Transmisión        |
| --------- | --------- | --------- | --------------------- | ----------- | --------- | ------------------ |
| Titanes   | 84:69     | Motilones | Coliseo Elías Chegwin | 15 de julio | 20:30     | Win Sports, DPB TV |

| Jornada 4 | Jornada 4 | Jornada 4 | Jornada 4             | Jornada 4   | Jornada 4 | Jornada 4          |
| Local     | Resultado | Visitante | Coliseo               | Fecha       | Hora      | Transmisión        |
| --------- | --------- | --------- | --------------------- | ----------- | --------- | ------------------ |
| Titanes   | 72:73     | Motilones | Coliseo Elías Chegwin | 16 de julio | 21:15     | Win Sports, DPB TV |

| Jornada 5 | Jornada 5 | Jornada 5 | Jornada 5             | Jornada 5   | Jornada 5 | Jornada 5          |
| Local     | Resultado | Visitante | Coliseo               | Fecha       | Hora      | Transmisión        |
| --------- | --------- | --------- | --------------------- | ----------- | --------- | ------------------ |
| Titanes   | 92:73     | Motilones | Coliseo Elías Chegwin | 17 de julio | 20:05     | Win Sports, DPB TV |

### Final
Se disputarán el 20 al 25 de julio, los dos equipos ganadores de la semifinales de la temporada, se enfrentaran de cuatro a siete partidos para definir al campeón de la temporada regular. 

#### Titanes-Toros
| Jornada 1 | Jornada 1 | Jornada 1 | Jornada 1                | Jornada 1   | Jornada 1 | Jornada 1          |
| Local     | Resultado | Visitante | Coliseo                  | Fecha       | Hora      | Transmisión        |
| --------- | --------- | --------- | ------------------------ | ----------- | --------- | ------------------ |
| Toros     | 90:94     | Titanes   | Coliseo Envagelista Mora | 20 de julio | 21:05     | Win Sports, DPB TV |

| Jornada 2 | Jornada 2 | Jornada 2 | Jornada 2                | Jornada 2   | Jornada 2 | Jornada 2          |
| Local     | Resultado | Visitante | Coliseo                  | Fecha       | Hora      | Transmisión        |
| --------- | --------- | --------- | ------------------------ | ----------- | --------- | ------------------ |
| Toros     | 89:72     | Titanes   | Coliseo Envagelista Mora | 21 de julio | 15:30     | Win Sports, DPB TV |

| Jornada 3 | Jornada 3 | Jornada 3 | Jornada 3             | Jornada 3   | Jornada 3 | Jornada 3          |
| Local     | Resultado | Visitante | Coliseo               | Fecha       | Hora      | Transmisión        |
| --------- | --------- | --------- | --------------------- | ----------- | --------- | ------------------ |
| Titanes   | 82:75     | Toros     | Coliseo Elías Chegwin | 23 de julio | 20:05     | Win Sports, DPB TV |

| Jornada 4 | Jornada 4 | Jornada 4 | Jornada 4             | Jornada 4   | Jornada 4 | Jornada 4          |
| Local     | Resultado | Visitante | Coliseo               | Fecha       | Hora      | Transmisión        |
| --------- | --------- | --------- | --------------------- | ----------- | --------- | ------------------ |
| Titanes   | 77:76     | Toros     | Coliseo Elías Chegwin | 24 de julio | 17:40     | Win Sports, DPB TV |

|                                            |
|                                            |
| Campeón Titanes de Barranquilla 9.º título |